# ゲゲゲの鬼太郎 (曲)
「ゲゲゲの鬼太郎」（ゲゲゲのきたろう）は、熊倉一雄のシングル。初版レコードは1967年10月10日にキングレコードから発売された。

## 概要
水木しげるの漫画、『ゲゲゲの鬼太郎』を原作とする同名のアニメ作品『ゲゲゲの鬼太郎』および実写映画作品『ゲゲゲの鬼太郎』のオープニングテーマ。
『ゲゲゲの鬼太郎』と題された全てのアニメおよび実写作品のオープニング曲は一貫して本曲が用いられている。歌手やアレンジは各シリーズごとに異なっている。フルコーラスでは3番まであり、番組のオープニングで使われているのは1番と3番である。実写映画では1番と2番を使用。
いずみたくは、この曲をブルースのテクニックで作曲したと述べている。
アニメ第1シリーズの主題歌レコードは30万枚以上を売り上げた。子供のみならず大人の間でもバーや酒場で歌われ、深夜放送にリクエストが来るまでになった。熊倉一雄はこの曲でキングレコードのヒット賞を受賞している。
2019年3月にはアニメ『ゲゲゲの鬼太郎』50周年記念の一環として、アニメ全シリーズの当歌および一部シリーズのエンディングテーマ「カランコロンの歌」および一部カバーバージョンなどを全24曲収録した「ゲゲゲの鬼太郎 歴代主題歌集」が発売されている。

## 変遷
この歌はそもそもはアニメ用に作られたものではなく、最初のアニメ化以前、『週刊少年マガジン』で原作が連載中の1967年7月20日にキングレコードとのタイアップで発売された児童向けレコード『少年マガジン マンガ大行進』SKK(H)-354のために作られた楽曲であり、同年10月10日に『ハリスの旋風』（歌：大山のぶ代）とのカップリングでシングル化されている。
当初の曲名は当時の漫画版と同じく「墓場の鬼太郎」だったが、テレビアニメ化の際に「ゲゲゲの鬼太郎」に改題された。
なお初代エンディングテーマ「カランコロンの歌」は当初「ゲゲゲの鬼太郎」というタイトルであったが、アニメ作品が「ゲゲゲの鬼太郎」に改題された際に改名しており、タイトル名がエンディングからオープニングに移った形となった。

## 主題歌
特記するもの以外は全てニ短調で歌われる。
- 漫画、アニメ第1期・第2期、実写ドラマ「月曜ドラマランド版」
  - 編曲：大柿隆（映像ではクレジット無し） 歌：熊倉一雄 / キングレコード・朝日ソノラマ
音源はハ短調だが、アニメ版テレビ放送（いわゆるテレビサイズ）では早回しにしたことで八分音ほど低い嬰ハ短調になっている。
- 第3期
  - 編曲：野村豊 歌：吉幾三 / 徳間ジャパン
アップテンポなポップス調に大きくアレンジ。また、歴代の『ゲゲゲの鬼太郎』オープニングテーマでは唯一、間奏部分に台詞が入る。
- 第4期
  - 編曲・歌：憂歌団 / wea japan
イントロのフレーズやリズムの取り方など、原曲である熊倉版のアレンジをそのままブルース調に置き換えたようなアレンジになっている。アニメーションは1997年4月に本編は日本で初めて作画方式をセル画からデジタル制作に移行したが、このアニメーションはセル画の映像のまま変更されなかった。
- 第5期
  - 編曲：堀井勝美 歌：泉谷しげる / インデックスミュージック（第1話 - 第51話）
フュージョン風のアレンジ。泉谷は「鬼太郎の主題歌といえば熊倉一雄さんのイメージが強いので、そっちの方がいいと言われるに決まっている」と語っている[要出典]。
テレビサイズは、イントロに入るシャウトがカットされている[注 4]。
  - 編曲・歌：ザ50回転ズ / ワーナーミュージック・ジャパン（第52話 - 第100話）
イントロのフレーズは原曲のものを引用しているが、全体的には大幅に印象が異なるロック調のアレンジになっている。アニメシリーズにおいて初めて放映中にオープニングテーマの歌手が変わった。
- 実写映画第1作
  - 編曲：前嶋康明 歌：小池徹平 / ユニバーサルミュージック
小池のシングル「my brand new way」のボーナストラックとして収録。アニメ4作目のものに近いアレンジとなっている。
- 第6期
  - 編曲：田中公平 歌：氷川きよし / 日本コロムビア
キーが過去のシリーズより高いト短調となり、オーケストラを強調したアレンジとなっている。リズムの取り方はオリジナルや第4作に準じる。
- 私の愛した歴代ゲゲゲ（傑作選）
  - 編曲：羽生まゐご 歌：Ado[6] / ユニバーサルミュージック
テレビシリーズでは初めて女性歌手が担当する。調は第1期と同じハ短調であり、曲中にAdoによるデスヴォイスを挟むのが特徴[7]。フルサイズでは2番の後半部分がカットされ、それに合わせて歌詞も一部変更されている。

### シングルレコード / CD
- 漫画
  - 墓場の鬼太郎（ゲゲゲの鬼太郎） / ハリスの旋風（BS-723、1967年10月10日発売） - 初版レコードでは「墓場の鬼太郎」の曲名だったが、テレビアニメ化後にプレスされた版では「ゲゲゲの鬼太郎」と表記[注 5]。
- アニメ第1シリーズ
  - ゲゲゲの鬼太郎 / カランコロンの歌（ED(H)-1003、1968年9月20日発売）
- アニメ第2シリーズ
  - ゲゲゲの鬼太郎 / カランコロンの歌 / ゲゲゲの鬼太郎ないない音頭（ES-1018、1971年9月20日発売）
- アニメ第3シリーズ
  - ゲゲゲの鬼太郎 / おばけがイクゾー（7JAS-47、1985年10月25日発売）
- アニメ第4シリーズ
  - ゲゲゲの鬼太郎 / カランコロンのうた（WPD6-9072、1996年2月25日発売） - シリーズ初のシングルCDでの発売。初回生産分は特製ステッカー付き。
  - ゲゲゲの鬼太郎 / カランコロンの歌 / イヤンなっちゃう節 / ぺったらぺたらこ（TRJC-1024、2013年9月18日発売） - 憂歌団が歌った主題歌・挿入歌全4曲を1枚にまとめたもの。特典DVDには、憂歌団のメンバー全員が本人役で出演した第33話「逆襲!妖怪さら小僧」が収録されている。
- アニメ第5シリーズ
  - ゲゲゲの鬼太郎（泉谷しげる版、NECM-10064、2007年5月9日発売） - シリーズ初のマキシシングルでの発売。また、アニメシリーズでは初めてエンディングテーマとは別に発売された。
  - ゲゲゲの鬼太郎（ザ50回転ズ版、WPCL-10474、2008年5月21日発売） - シングルでは初めてテレビサイズを収録。
- 実写映画第1作
  - Awaking Emotion 8/5/my brand new wayを参照。
- アニメ第6シリーズ
  - ゲゲゲの鬼太郎 / 見えんけれども おるんだよ（COCC-17539、2018年10月23日発売）

### ダウンロードシングル
- アニメ第6シリーズ
  - ゲゲゲの鬼太郎（TVサイズ）（COKM-40273、2018年4月1日発売）
  - ゲゲゲの鬼太郎（FULL SIZE）（COKM-42083、2018年7月24日発売）

### ソノシート
- ゲゲゲの鬼太郎（朝日ソノラマ M-114、1968年1月25日発売） -「墓場の鬼太郎」の曲名で収録。
- ゲゲゲの鬼太郎（朝日ソノラマ ウルトラブックス N-8、1968年2月26日発売） -「墓場の鬼太郎」の曲名で収録。
- ゲゲゲの鬼太郎（朝日ソノラマ P-2、1968年5月29日発売） - 「墓場の鬼太郎」の曲名で収録。
- ゲゲゲの鬼太郎（朝日ソノラマ P-13、1968年8月20日発売） -「テーマソング」の曲名で収録。
- ゲゲゲの鬼太郎妖怪クリスマス（朝日ソノラマ P-21、1968年11月25日発売）

その他、番組スポンサーのシスコ製菓（現・日清シスコ）が制作し『少年マガジン』1968年4号の読者プレゼントとして1000名にプレゼントされた、主題歌を収録したもの（NS271）が存在する。

## カバー
主題歌として使用されたものの他にも、カバーバージョンが複数存在する。歌手（演奏者）名横に☆が付いている曲は、先述した「ゲゲゲの鬼太郎　歴代主題歌集」に収録されている。
- ザ・フォーク・クルセダーズ（キャピトル・レコード / 東芝音楽工業）
  - 1968年11月1日発売のアルバム『当世今様民謡大温習会（はれんちりさいたる）』CPC-8001収録、1968年11月10日に「ゲ・ゲ・ゲの鬼太郎 / 山羊さんゆうびん」CP-1034としてシングル発売。
  - ライブでネタとして鬼太郎の寸劇を披露し、そのバックでこの曲が歌われており、その音源がシングルカットされた。
  - 曲名表記は「ゲ・ゲ・ゲの鬼太郎」と中黒が入る。ただしシングルジャケットのロゴは中黒なしの「ゲゲゲの鬼太郎」である。
- 野沢雅子・田の中勇・大塚周夫（東芝レコード / 東芝音楽工業）
  - 1968年12月5日発売のオムニバス盤『テレビまんがでぶっとばせ！ ぼくらのうた テレビのうた 第4集』TC-6305が初出。
- 坂本九（東芝レコード / 東芝音楽工業）
  - 1969年7月10日発売のLP『九ちゃんと歌おう』TP-7331が初出。
  - 早回しでボーカルが録音されている。
- ドレミファコーラス（朝日ソノラマ、ビクターレコード）
  - 1969年9月発売の『ゲゲゲの鬼太郎 / おれは怪物くんだ』ARM-5001に収録。
  - 朝日ソノラマ盤には歌手名の表記なし。
- 三波伸介とてんぷくトリオ（テイチク）☆
  - 1971年発売のシングル「ゲゲゲの鬼太郎 / カランコロンの歌」KU-616が初出。
- 滝口順平（日本コロムビア）☆
  - 1971年9月25日発売のシングル「ゲゲゲの鬼太郎 / カランコロンの歌」SCS-137が初出。
- ハニー・ナイツ（ユニオンレコード / テイチク）
  - 1971年12月25日発売のLP『テレビ・マンガ・アイドル大活躍物語 第三集 ゲゲゲの鬼太郎』JKL-6513が初出。
- JOHNNYS' ジュニア・スペシャル（CBS・ソニー）
  - 1975年9月21日発売のLP『エンジェルパワー』SOLL-159が初出。
- ジ・アニメルズ
  - 1983年発売のシングル『アニメドレー 臨時増刊号』にて、メドレー曲「あぁ懐しのヒーロー物語」の1節としてカバー。
- 加納賢作（CBS・ソニー）
  - 1987年8月1日発売のアルバム『TVスーパー・ヒーロー大集合!』32DG-80に収録。
- 水木一郎（日本コロムビア）
  - 1990年5月1日発売のシングルで、アニメソングメドレー「懐しくってヒーロー 〜I'll Never Forget You!〜」の1節としてカバー。
- 立花敏弘（東芝レコード / 東芝EMI）
  - 1991年11月27日発売『テレビ人気こどものうた』TOCT-6349に収録。
- ラニー・ラッカー（メディア・レモラス / ポニーキャニオン）
  - 「GE-GE-GE GH-GHOST SONG」の曲名で、英語で歌唱。訳詞：リサ・ウィルソン、編曲：ハウス・ティー。1993年発売の『英語!ポ・ポンのポン!!〜なつかしアニメをペラペラ歌おう〜』収録。
- 寺内タケシとブルージーンズ（キングレコード）
  - 1994年発売の通信販売限定10枚組CD全集『ギターとともに』より、子供向けアニメソングなどのカバーを収録した『9.子供大集合』に収録。
- こっつん（日本コロムビア）☆
  - 1996年6月21日発売のオムニバス盤『こどものうた〜そばかす〜』COCC-13443が初出。
- 川田正子、森の木児童合唱団（日本コロムビア）
  - ライブ音源。1997年4月19日発売のCD『心の歌をいつまでも 川田正子55周年記念コンサート』COCC-14107〜8収録。
- マイケル・G（ビクター）
  - 「Geh-Geh-Geh no Kitaro」の曲名で、英語で歌唱。1997年4月21日発売の『ハッピー・チャイルド!〜英語でうたおう　こどものうた　みんなのうた〜』に収録。
- ふかわりょう（ソニーミュージック）
  - 1997年6月21日発売のシングルで、アニメソングメドレー「レゲエの鬼太郎 featuring ふかわりょう」の1節としてカバー。
- 嘉門達夫（DAIPRO-X / 大名行列）
  - 1997年12月17日発売のシングルで、アニメソングメドレー「アニメ替え唄スーパーメドレー」の1節として、替え歌でカバー。
- 河内淳貴
  - 1999年のROMA CAFEでのライブで演奏。
- ARTS（ジェネオンエンタテインメント）
  - 2006年9月6日発売のCD『SKANIMATION』GNCL-1074収録。
- 東方女子楽坊C-gal（日本クラウン）
  - 2007年1月10日発売のCD『c-gal@anime（検索）』CRCI-20681収録。
- きたろう（インデックス ミュージック / キングレコード）
  - 2008年3月26日発売のオムニバスCD『ゲゲゲの鬼太郎・コレクション』NECA-30225収録。
- coba
  - 2014年にリリースされたカバー曲オンリーアルバム「Cobacabada」に収録された、アコーディオンアレンジ版[8]
- 東京ゲゲゲイ（KITERETSU MENTAL WORLD）
  - 「ゲゲゲイの鬼太郎」の曲名で、2016年10月28日発売の配信アルバム『キテレツメンタルミュージック』収録。ラップ（作詞：東京ゲゲゲイ、堀江ヒロアキ）が追加されている。
- 子門正人（サンレコード）
- 古田喜昭（日本コロムビア）☆
  - CD『ザ・ビートサウンド・クラブ（青盤） / 鉄腕アトム』に収録。
- 三沢郷（ケイブンシャ）
- 辻村真人（美研）
- テレビマンガ合唱隊（RCA。2バージョンあり）
- みすず児童合唱団、レインボー児童合唱団 / アカデミー・ポップス・オーケストラ
  - CD『ちびっこテレビ主題曲大作戦』に収録。
- 桑田佳祐
  - 『桑田佳祐の音楽寅さん』の第1回で「My Favorite Song」と称してカバー。
- 聖飢魔II
  - 「G.G.G.」という曲名で原曲をヘヴィメタル調にアレンジしている。
  - アルバム『DEVIL BLESS YOU! 〜聖飢魔II FINAL WORKS〜』に収録。
- 編曲者不明☆
  - コロムビア内のレーベル「トライアド（TRIAD）」にて1991年にリリースされた「ハウス・ダイアル1991 / TVグルーヴ」に収録されたハウスアレンジバージョン[9]（「歴代主題歌集」では「HOUSE DIAL 1991」名義）。
- Ado
  - カバー[10]。

このほか、「ゲゲゲの鬼太郎　歴代主題歌集」に収録されている、初出が不明な当曲は下記の通り。
- 歌手名として「熊倉一雄、福谷莉菜」が併記されている版（映画「ゲゲゲの鬼太郎 鬼太郎の幽霊電車3D」主題歌、編曲：谷本貴義）
- 同「森の木児童合唱団」単独名義版
  - 以下、インストゥルメンツ
- コロムビア・オーケストラによる版（「コロムビア・ヴァージョン・カラオケ」版も同時収録)
- オルゴールアレンジ版

## CMでの使用
1998年2月から放送開始した、きたろうをCMキャラクターとしたスズキ軽自動車のテレビCMで替え歌として歌われ、販促用テープとして3番まで歌詞のあるバージョンが全国5000店の販売店に配布された。歌手は熊倉一雄である。好評のため1999年にも引き続き新バージョンとして歌われた。
2015年に放送したZOZOTOWNのCMでも替え歌が使用されている。

## その他
『妖怪大戦争 ガーディアンズ』の外伝小説である『妖怪大戦争ガーディアンズ外伝 平安百鬼譚』にて、平安京を鵺や安倍晴明などから救うために「玄武」ことガメラが出現し、鵺を撃破するガメラを応援する妖怪たちを太郎坊は「夜の墓場で運動会」と形容し、「玄武」に撃破された鵺の消息についても太郎坊が「お化けは死なない」と述べており、やはり『ゲゲゲの鬼太郎』（曲）を意識した描写がされている。「妖怪シリーズ」には水木しげるや荒俣宏や京極夏彦などが随所に携わっており、『ゲゲゲの鬼太郎』シリーズを意識した細かな描写が以前にも取り入れられてきた。

## 余談
歌詞には「お化けにはない」ものが各番2つずつ、計6つ言及されているが、作中本編では以下のように存在している。
- 1番：「学校」と「試験」

「ボクは新入生」では「お化け大学」、「見上げ入道」では「妖怪学校」、「野球狂の巻」では「墓の下高校」という妖怪の学校が存在する。
「野球狂の巻」では墓の下高校で「ザンコク数学」試験の場面があり、0点を取るとギロチンに掛けられる。
『水木しげる漫画大全集』第一期全巻購入特典で墓場とゲゲゲの間を描く鬼太郎の描き下ろし作品「妖怪小学校」ではタイトル通り妖怪小学校が登場している。
- 2番：「会社」と「仕事」

半妖怪ではあるがねずみ男が頻繁に「会社」を作って、妖怪を働かせることがある。
収入を得るための仕事ではないが、「鬼太郎大百科」では目玉おやじは妖怪の歴史を研究するという歴史学者や考古学者のような「仕事」をしていると記される。
- 3番：「死」と「病気」

作中では何度も妖怪が「戦死」する姿が描かれる。ただし現実の生物の「死」と違って絶対的なものではなく、後のエピソードで説明なく復活しているケースも多い。
鬼太郎の両親は病気で命を落とし、子泣き爺はリウマチに悩まされている。
歌詞とオープニング映像では定番の「墓場で運動会」だが、原作本編では一度も描写されていない。アニメでは第4作第40話と第5作第25話で妖怪の運動会を扱っている。